# Kovács Gábor (operaénekes)
Kovács Gábor (Kazincbarcika, 1988. május 18. –) magyar operaénekes, tenor. Klasszikus operákban és kortárs zenei előadásokban egyaránt szerepel. Pályafutása során magyarországi és külföldi színpadokon is fellépett.

## Életút és tanulmányok
Középiskolai tanulmányait a Sárospataki Református Kollégium Gimnáziumában végezte. Ezt követően a Miskolci Egyetem Gépészmérnöki és Informatikai Karán szerzett diplomát gazdaságinformatika szakon. Felsőfokú tanulmányai után négy évig Olaszországban élt, ahol klasszikus énektechnikát, olasz operairodalmat és színpadi gyakorlatot tanult. Olaszországi tartózkodása alatt több rangos operafesztiválon, koncerten és színházban is fellépett, köztük a Torre del Lago-i Puccini Fesztiválon, a luccai Teatro del Giglio színpadán, valamint a Vernazzai Operafesztiválon.
Olaszországi tanulmányai után visszatért Magyarországra, és a Partiumi Keresztény Egyetem magánének szakán folytatta tanulmányait. Ezt követően a hazai operaéletben kezdett dolgozni. Szakmai fejlődését több tanár és énekmester is támogatta, köztük Keönch Boldizsár, Massimo Morelli, Berle Sanford Rosenberg és Molnár Levente.
Részt vett a Virtuózok című komolyzenei tehetségkutató műsorban, ahol Puccini Pillangókisasszony című operájából Pinkerton áriáját adta elő. A produkcióban zongorán Massimo Morelli kísérte. A műsorban való szereplése hozzájárult ismertsége növekedéséhez a szélesebb közönség körében.

## Díjak és elismerések
2024-ben elnyerte a Musicum Laude különdíját egy nemzetközi énekversenyen. Pályafutása során több hazai és külföldi énekversenyen és zenei fesztiválon is részt vett.

## Zenei sokoldalúság és crossover tevékenység
A klasszikus műfaj mellett elkötelezett híve a zenei műfajok közötti hidak építésének is. Rendszeresen fellép crossover produkciókban, amelyek a klasszikus zene elemeit ötvözik könnyedebb, populárisabb stílusokkal. Kiemelkedő példája ennek Az éj eleganciája című előadás, amelyben Mahó Andreával és Csengeri Attilával közösen lép színpadra. A produkcióban klasszikus és modern zenei elemek ötvöződnek, hangsúlyt fektetve a zene eleganciájára és színházi atmoszférájára.
Egy másik jelentős formáció, amelyben részt vesz, a Fényerő zenekar, ahol Molnár Leventével közösen énekel. A zenekar célja a klasszikus hangképzés új kontextusba helyezése, különleges hangzásvilág létrehozása.
Emellett Kovács Gábor aktív szerepet vállal a magyar nótakultúra ápolásában is. Rendszeres fellépője a Debreceni Magyarnóta Egyesület rendezvényeinek, ahol Miskolci Balogh Zoltán prímással és zenekarával közösen idézik meg az operett és a tradicionális magyar zene világát.

## Szerepei
- Marco Tutino − Il gatto con gli stivali − Nicola[4]
- Lehár Ferenc − A víg özvegy − Danilo
- Erkel Ferenc − Bank bán − Ottó
- W.A. Mozart − A varázsfuvola − Tamino
- G. Puccini − La Rondine − Prunier[5]
- Kodály Zoltán − Székely fonó − A legény
- Kovács Adrián − A helység kalapácsa − Kántor[6][7]
- Kacsó Pongrác − János vitéz − Jancsi[8]
- G. Puccini − Gianni Schicchi − Rinuccio

## Oratórium
- G. Rossini − Petite messe solennelle[9][10]
- G. Rossini − Stabat Mater[11]
- A. Dvořák − Stabat Mater[12][13]
- D. Buxtehude − Das Neugeborne Kindelein − kantáta BuxWV 13[14]
- D. Buxtehude − Frohlocket mit Handen − kantáta BuxWV 29[14]
- J.S. Bach − Gottes Zeit – kantáta BWV 106[14]